# Palle al balzo - Dodgeball
Palle al balzo - Dodgeball (DodgeBall: A True Underdog Story) è un film statunitense del 2004 scritto e diretto da Rawson Marshall Thurber.

## Trama
White Goodman è il ricco, spocchioso ed ottuso proprietario di una palestra alla moda, la Globo Gym, che si trova nella stessa strada della disastrata Pinco Pallino Joe gestita dal simpatico ma indolente Peter LaFleur; la Pinco Pallino Joe è in bancarotta e conta solo alcuni ed eccentrici iscritti: Gordon, esperto di sport ma succube della moglie, Steve, convinto di essere un pirata, Justin, liceale imbranato e vessato dai compagni, e i due impiegati Owen e Dwight.
Un giorno Peter riceve la visita di Kate Veatch, brillante avvocatessa della banca di Goodman, allo scopo di controllare la contabilità e verificare le inadempienze; egli infatti vuole rilevarla per abbatterla e realizzare al suo posto il parcheggio della Globo Gym. L'unico modo per salvare la Pinco Pallino sarebbe procurarsi 50.000 dollari in trenta giorni, missione che gli affezionati clienti tentano di compiere: dopo il fallimentare esperimento di un autolavaggio, decidono di iscriversi a un torneo di dodgeball scoperto da Gordon. Dopo essersi faticosamente qualificati, scoprono che prenderà parte al torneo anche la fortissima squadra dei Cobra Viola  della Globo-Gym, creata e capitanata da Goodman reclutando i migliori giocatori sul mercato con l'obiettivo di impedire a LaFleur di racimolare la somma. Dopo un confronto in un bar, Peter e gli altri ricevono aiuto da Patches O'Houlihan, già sette volte campione di dodgeball, che li allena con metodi da sergente di ferro, e Kate stessa che, stufa e disgustata del corteggiamento di White e affascinata da LaFleur, si rivela un'ottima giocatrice grazie al suo passato nel softball.
Le due squadre vincono i rispettivi gironi e si ritrovano in finale, ma la sera prima della partita O'Houlihan muore quando l'insegna di un casinò gli cade addosso e White cerca di corrompere LaFleur offrendogli 100.000 dollari in cambio della vendita della sua palestra; Peter sembra accettare, tanto che il giorno dopo non si presenta negli spogliatoi. Al bar dell'aeroporto incontra però Lance Armstrong, che si dichiara un suo fan e le cui affermazioni lo convincono a giocare la finale. Peter arriva però fuori tempo massimo e il trofeo sta per essere assegnato ai Cobra a tavolino: Gordon trova tuttavia un articolo del regolamento che permetterebbe alla squadra, grazie ad una votazione della giuria, di rientrare in gioco e il voto del giurato Chuck Norris risulta decisivo per giocare la finale. Goodman si dimostra molto scorretto ma la partita sta comunque girando in favore della Pinco Pallino quando LaFleur si distrae e viene colpito da Goodman; sembra tutto perduto, ma l'arbitro vede in replay un fallo di invasione di Goodman: secondo regolamento la gara sarà decisa dal "colpo mortale".
I due capitani, fermi l'uno davanti all'altro, si devono sfidare con un solo colpo a disposizione: LaFleur ha una visione di O'Houlihan che gli fa i complimenti e decide di bendarsi con la sciarpa che il suo allenatore gli ha regalato, affrontando quindi Goodman fidandosi solo del suo istinto; Peter riesce così ad evitare il tiro di White e a colpirlo vincendo così il torneo. Goodman gli rinfaccia di avergli venduto la palestra e di aver così tradito la fiducia dei suoi, ma in quel momento entrano delle persone portando un enorme baule che si rivela pieno di banconote: LaFleur, dopo aver parlato con Lance Armstrong, ha infatti utilizzato i soldi datigli da White per scommettere sulla Pinco Pallino Joe, data nettamente sfavorita dai bookmakers, vincendo così un sacco di soldi che userà per comprare le azioni della Globo Gym, estromettendo White dalla palestra.

## Camei
Nel film compaiono anche in alcuni camei Chuck Norris, David Hasselhoff, Lance Armstrong, Curtis Armstrong e William Shatner.

## Accoglienza

### Incassi
Durante la sua settimana di apertura negli Stati Uniti, Dodgeball risulta subito al primo posto con un incasso di $48.670.726, coprendo così il costo di produzione della pellicola: $20 milioni. La settimana successiva è scesa al quarto posto, prima di risalire in terza posizione la settimana successiva, dopo aver accumulato $92.155.782. Pur scendendo parecchio (24º posto per due settimane consecutive), Dodgeball continua a raccogliere un buon incasso, per terminare il suo ciclo dopo 20 settimane nelle sale e guadagnando un totale di $114.326.736 negli Stati Uniti.

### Critica
Sull'aggregatore di recensioni Rotten Tomatoes, il film ha ricevuto il 71% di recensioni positive su un totale di 165, con una valutazione media di 6,3/10. L'aggregatore Metacritic ha assegnato al film un punteggio di 55 su 100 basato su 34 recensioni, indicando "recensioni miste o nella media". Il pubblico intervistato da CinemaScore ha assegnato al film un voto medio di "B+" su una scala da A+ a F.

## Riconoscimenti
- 2004 - Razzie Awards
  - Candidatura per il peggior attore (Ben Stiller)
- 2005 - MTV Movie Awards
  - Miglior cattivo (Ben Stiller)